# Луї Берно
Луї Берно (фр. Louis Bernot, 26 липня 1896 — 19 лютого 1975) — французький важкоатлет.
Бронзовий призер Олімпійських Ігор 1920 року в важкій вазі.